# La Justicière (film, 1925)
Pour les articles homonymes, voir La Justicière (homonymie).
La Justicière est un film français réalisé par Maurice de Marsan et Maurice Gleize et sorti en 1925.

## Synopsis
Adaptation du roman La Justicière de Jean Cassagne.

## Fiche technique
- Réalisation : Maurice de Marsan et Maurice Gleize
- Scénario : Maurice de Marsan d'après le roman de Jean Cassagne
- Production : Maurice de Marsan Productions
- Directeurs de la photographie : Albert Brès, Georges Périnal, Willy Faktorovitch
- Date de sortie : 18 septembre 1925[2]

## Distribution
- René Navarre : Stanislas Wolfberg
- Elmire Vautier : Sonia Voronine / Simone Verneuil
- Albert Préjean : Albert Cormier
- François Viguier : Nathan Schamyl
- Albert Combes : Vicomte d'Aubrays
- Colette Darfeuil : La Baronne